# SOE au Danemark
Le Special Operations Executive (« Direction des opérations spéciales ») est un service secret britannique qui opéra pendant la Seconde Guerre mondiale dans tous les pays en guerre, y compris en Extrême-Orient. Cet article est consacré à l'action du SOE au Danemark.

## Histoire
La résistance danoise peut monter quelques actions avant la fin de la guerre. La plupart d’entre elles sont du sabotage ferroviaire pour arrêter les mouvements de troupes allemandes vers la Norvège ou en provenance de la Norvège. Pourtant, il y a des exemples de sabotage sur une bien plus grande échelle, en particulier par BOPA. En tout, à partir de 1942, plus de mille opérations sont conduites. La résistance danoise sauve aussi presque tous les Juifs danois d’une mort certaine dans les camps de concentration allemands. C’est une opération massive de nuit reconnue jusqu’à ce jour par les Juifs comme une des manifestations de défiance publique contre les Allemands les plus significatives. Elle aide le SOE dans ses activités en Suède neutre. Par exemple, le SOE obtient plusieurs cargaisons de roulements à billes vitaux retenus dans des ports suédois.